# Гертнер (лунный кратер)
Кратер Гертнер (лат. Gärtner) — останки большого ударного кратера в северо-восточной части Моря Холода на видимой стороне Луны. Название присвоено в честь немецкого астронома Кристиана Гертнера (около 1750—1813) и утверждено Международным астрономическим союзом в 1935 г. 

## Описание кратера
Ближайшими соседями кратера являются кратер Шипшенкс на западе; кратер Кейн на северо-западе; кратер Демокрит на севере; кратер Фалес на северо-востоке; кратер Де ля Рю на востоке; кратер Келдыш на юге-юго-востоке; а также кратер Галле на юго-западе. На западе от кратера Гертнер находится борозда Шипшенкса. Селенографические координаты центра кратера 59°14′ с. ш. 34°46′ в. д. / 59,24° с. ш. 34,76° в. д., диаметр 102,0 км, глубина 1,9 км.
Южная часть кратера полностью разрушена, кратер затоплен лавой над поверхностью которого выступает лишь северная и восточная части вала, которые значительно разрушена и перекрыты множеством кратеров. Средняя высота останков вала кратера над окружающей местностью 1570 м, объем кратера составляет приблизительно 13700 км³. Дно чаши кратера затоплено лавой, плоское и ровное, в северной части находится большое количество одиночных холмов. От центра чаши в северо-восточном направлении отходит борозда Гертнера протяженностью около 30 км. В юго-западной части чаши располагается приметный сателлитный кратер Гертнер D (см. ниже).

## Сателлитные кратеры

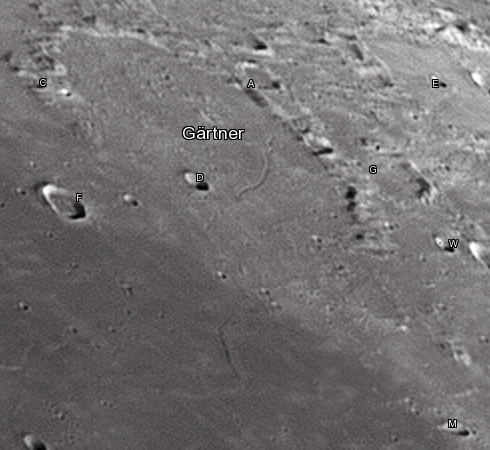
Снимок Девида Кемпбелла.

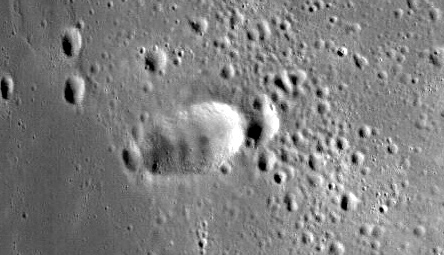
Сателлитный кратер Гертнер М

| Гертнер | Координаты                                            | Диаметр, км |
| ------- | ----------------------------------------------------- | ----------- |
| A       | 60°43′ с. ш. 37°43′ в. д. / 60,71° с. ш. 37,72° в. д. | 12,7        |
| С       | 59°30′ с. ш. 31°05′ в. д. / 59,5° с. ш. 31,09° в. д.  | 8,5         |
| D       | 58°31′ с. ш. 33°58′ в. д. / 58,51° с. ш. 33,96° в. д. | 7,7         |
| E       | 61°35′ с. ш. 43°49′ в. д. / 61,58° с. ш. 43,82° в. д. | 4,7         |
| F       | 57°32′ с. ш. 30°16′ в. д. / 57,53° с. ш. 30,26° в. д. | 13,8        |
| G       | 59°39′ с. ш. 39°50′ в. д. / 59,65° с. ш. 39,84° в. д. | 23,4        |
| M       | 55°32′ с. ш. 37°02′ в. д. / 55,53° с. ш. 37,03° в. д. | 10,8        |